# Chirita forrestii
Chirita forrestii är en tvåhjärtbladig växtart som beskrevs av Anthony. Chirita forrestii ingår i släktet Chirita och familjen Gesneriaceae. Inga underarter finns listade i Catalogue of Life.